# Campionato europeo maschile under 17 di pallavolo 2021
Il campionato europeo maschile under 17 di pallavolo 2021 si è svolto dal 10 al 18 luglio a Tirana, in Albania: al torneo hanno partecipato dodici squadre nazionali under 17 europee e la vittoria finale è andata per la prima volta alla Slovenia.

## Impianti
|                                                                           |                                                                             |  |
|                                                                           |                                                                             |  |
| Parku Olimpik Feti Borova Città: Tirana Capienza: - Anno d'apertura: 2017 | Pallati i Sportit Farka Volley Città: Tirana Capienza: - Anno d'apertura: - |  |

## Regolamento

### Formula
Le squadre hanno disputato una prima fase a gironi con formula del girone all'italiana; al termine della prima fase:
- Le prime due classificate di ogni girone hanno acceduto alla fase finale per il primo posto strutturata in semifinali, finale per il terzo posto e finale.
- La seconda e la terza classificata di ogni girone hanno acceduto alla fase finale per il quinto posto strutturata in semifinali, finale per il settimo posto e finale per il quinto posto.

### Criteri di classifica
Se il risultato finale è stato di 3-0 o 3-1 sono stati assegnati 3 punti alla squadra vincente e 0 a quella sconfitta, se il risultato finale è stato di 3-2 sono stati assegnati 2 punti alla squadra vincente e 1 a quella sconfitta.
L'ordine del posizionamento in classifica è stato definito in base a:
- Numero di partite vinte;
- Punti;
- Ratio dei set vinti/persi;
- Ratio dei punti realizzati/subiti;
- Risultati degli scontri diretti.

## Squadre partecipanti
| Squadra   | Qualificazione                                | Ultima partecipazione |
| --------- | --------------------------------------------- | --------------------- |
| Albania   | Paese organizzatore                           | Debutto               |
| Austria   | 2ª al torneo di qualificazione (girone E)     | Debutto               |
| Belgio    | 1ª al torneo di qualificazione (girone A)     | Turchia 2017          |
| Bulgaria  | 1ª al torneo di qualificazione (girone BVA)   | Bulgaria 2019         |
| Italia    | 1ª al torneo di qualificazione (girone WEVZA) | Bulgaria 2019         |
| Lettonia  | 1ª al torneo di qualificazione (girone D)     | Debutto               |
| Polonia   | 1ª al torneo di qualificazione (girone EEVZA) | Bulgaria 2019         |
| Rep. Ceca | 2ª al torneo di qualificazione (girone A)     | Bulgaria 2019         |
| Russia    | 1ª al torneo di qualificazione (girone C)     | Bulgaria 2019         |
| Serbia    | 1ª al torneo di qualificazione (girone B)     | Turchia 2017          |
| Slovenia  | 1ª al torneo di qualificazione (girone MEVZA) | Debutto               |
| Turchia   | 1ª al torneo di qualificazione (girone E)     | Bulgaria 2019         |

## Torneo

### Fase a gironi
| Girone I | Girone II |
| -------- | --------- |
| Albania  | Austria   |
| Turchia  | Italia    |
| Lettonia | Rep. Ceca |
| Russia   | Serbia    |
| Belgio   | Bulgaria  |
| Slovenia | Polonia   |

#### Girone I

##### Risultati
| 10 luglio 2021 Pallati i Sportit Farka Volley, Tirana Durata: 1h:32 - Spettatori: 40  | Belgio   | 0 - 3 | Russia   | 23-25, 30-32, 22-25               |
| 10 luglio 2021 Pallati i Sportit Farka Volley, Tirana Durata: 1h:55 - Spettatori: 40  | Lettonia | 3 - 2 | Turchia  | 25-21, 19-25, 19-25, 25-22, 15-13 |
| 10 luglio 2021 Pallati i Sportit Farka Volley, Tirana Durata: 0h:58 - Spettatori: 50  | Albania  | 0 - 3 | Slovenia | 6-25, 11-25, 11-25                |
| 11 luglio 2021 Pallati i Sportit Farka Volley, Tirana Durata: 1h:38 - Spettatori: 30  | Russia   | 3 - 1 | Lettonia | 27-29, 25-17, 25-13, 25-17        |
| 11 luglio 2021 Pallati i Sportit Farka Volley, Tirana Durata: 1h:27 - Spettatori: 30  | Slovenia | 3 - 0 | Turchia  | 25-22, 28-26, 25-22               |
| 11 luglio 2021 Pallati i Sportit Farka Volley, Tirana Durata: 0h:53 - Spettatori: 100 | Albania  | 0 - 3 | Belgio   | 7-25, 12-25, 4-25                 |
| 12 luglio 2021 Pallati i Sportit Farka Volley, Tirana Durata: 1h:42 - Spettatori: 30  | Turchia  | 1 - 3 | Russia   | 17-25, 16-25, 25-22, 25-27        |
| 12 luglio 2021 Pallati i Sportit Farka Volley, Tirana Durata: 1h:43 - Spettatori: 70  | Belgio   | 1 - 3 | Slovenia | 27-29, 20-25, 25-14, 23-25        |
| 12 luglio 2021 Pallati i Sportit Farka Volley, Tirana Durata: 1h:12 - Spettatori: 130 | Lettonia | 3 - 0 | Albania  | 25-16, 25-14, 25-22               |
| 14 luglio 2021 Pallati i Sportit Farka Volley, Tirana Durata: 2h:06 - Spettatori: 60  | Slovenia | 2 - 3 | Russia   | 19-25, 25-23, 18-25, 25-23, 13-15 |
| 14 luglio 2021 Pallati i Sportit Farka Volley, Tirana Durata: 1h:50 - Spettatori: 40  | Belgio   | 3 - 1 | Lettonia | 25-21, 30-32, 25-22, 25-19        |
| 14 luglio 2021 Pallati i Sportit Farka Volley, Tirana Durata: 0h:50 - Spettatori: 100 | Albania  | 0 - 3 | Turchia  | 12-25, 6-25, 9-25                 |
| 15 luglio 2021 Pallati i Sportit Farka Volley, Tirana Durata: 1h:41 - Spettatori: 40  | Lettonia | 3 - 1 | Slovenia | (26-24, 23-25, 25-19, 25-22       |
| 15 luglio 2021 Pallati i Sportit Farka Volley, Tirana Durata: 1h:26 - Spettatori: 40  | Turchia  | 0 - 3 | Belgio   | 22-25, 30-32, 15-25               |
| 15 luglio 2021 Pallati i Sportit Farka Volley, Tirana Durata: 0h:56 - Spettatori: 80  | Russia   | 3 - 0 | Albania  | 25-9, 25-11, 25-11                |

##### Classifica
| Pos. | Squadra  | Pt | G | V | P | SV | SP | Ratio | PF  | PS  | Ratio |
| ---- | -------- | -- | - | - | - | -- | -- | ----- | --- | --- | ----- |
| 1.   | Russia   | 14 | 5 | 5 | 0 | 15 | 4  | 3,750 | 469 | 365 | 1,285 |
| 2.   | Slovenia | 10 | 5 | 3 | 2 | 12 | 7  | 1,714 | 436 | 403 | 1,082 |
| 3.   | Belgio   | 9  | 5 | 3 | 2 | 10 | 7  | 1,429 | 432 | 359 | 1,203 |
| 4.   | Lettonia | 8  | 5 | 3 | 2 | 11 | 9  | 1,222 | 447 | 455 | 0,982 |
| 5.   | Turchia  | 4  | 5 | 1 | 4 | 6  | 12 | 0,500 | 401 | 389 | 1,031 |
| 6.   | Albania  | 0  | 5 | 0 | 5 | 0  | 15 | 0,000 | 161 | 375 | 0,429 |

      Qualificata alle semifinali per il primo posto.
      Qualificata alle semifinali per il quinto posto.

#### Girone II

##### Risultati
| 10 luglio 2021 Parku Olimpik Feti Borova, Tirana Durata: 1h:17 - Spettatori: 70 | Italia    | 3 - 0 | Polonia   | 25-21, 25-18, 25-22               |
| 10 luglio 2021 Parku Olimpik Feti Borova, Tirana Durata: 1h:21 - Spettatori: 80 | Austria   | 3 - 0 | Serbia    | 25-23, 25-18, 25-23               |
| 10 luglio 2021 Parku Olimpik Feti Borova, Tirana Durata: 2h:15 - Spettatori: 75 | Bulgaria  | 2 - 3 | Rep. Ceca | 25-23, 23-25, 25-21, 22-25, 14-16 |
| 11 luglio 2021 Parku Olimpik Feti Borova, Tirana Durata: 1h:38 - Spettatori: 40 | Polonia   | 3 - 1 | Austria   | 25-27, 25-15, 25-15, 25-17        |
| 11 luglio 2021 Parku Olimpik Feti Borova, Tirana Durata: 1h:11 - Spettatori: 40 | Rep. Ceca | 0 - 3 | Serbia    | 21-25, 20-25, 18-25               |
| 11 luglio 2021 Parku Olimpik Feti Borova, Tirana Durata: 1h:11 - Spettatori: 50 | Bulgaria  | 3 - 0 | Italia    | 25-19, 25-18, 25-22               |
| 12 luglio 2021 Parku Olimpik Feti Borova, Tirana Durata: 1h:56 - Spettatori: 40 | Serbia    | 1 - 3 | Polonia   | 22-25, 23-25, 25-20, 21-25        |
| 12 luglio 2021 Parku Olimpik Feti Borova, Tirana Durata: 1h:35 - Spettatori: 50 | Italia    | 3 - 1 | Rep. Ceca | 23-25, 25-12, 25-19, 25-23        |
| 12 luglio 2021 Parku Olimpik Feti Borova, Tirana Durata: 1h:46 - Spettatori: 40 | Austria   | 1 - 3 | Bulgaria  | 23-25, 25-20, 22-25, 21-25        |
| 14 luglio 2021 Parku Olimpik Feti Borova, Tirana Durata: 1h:46 - Spettatori: 40 | Rep. Ceca | 1 - 3 | Polonia   | 25-18, 23-25, 20-25, 15-25        |
| 14 luglio 2021 Parku Olimpik Feti Borova, Tirana Durata: 1h:54 - Spettatori: 60 | Italia    | 2 - 3 | Austria   | 25-22, 25-21, 19-25, 20-25, 16-18 |
| 14 luglio 2021 Parku Olimpik Feti Borova, Tirana Durata: 2h:02 - Spettatori: 80 | Bulgaria  | 2 - 3 | Serbia    | 19-25, 17-25, 25-16, 25-22, 13-15 |
| 15 luglio 202 Parku Olimpik Feti Borova, Tirana Durata: 1h:13 - Spettatori: 50  | Austria   | 3 - 0 | Rep. Ceca | 20-25, 16-25, 28-30               |
| 15 luglio 202 Parku Olimpik Feti Borova, Tirana Durata: 1h:24 - Spettatori: 53  | Serbia    | 1 - 3 | Italia    | 25-19, 12-25, 20-25, 18-25        |
| 15 luglio 202 Parku Olimpik Feti Borova, Tirana Durata: 1h:18 - Spettatori: 51  | Polonia   | 3 - 0 | Bulgaria  | 25-18, 25-18, 25-15               |

##### Classifica
| Pos. | Squadra   | Pt | G | V | P | SV | SP | Ratio | PF  | PS  | Ratio |
| ---- | --------- | -- | - | - | - | -- | -- | ----- | --- | --- | ----- |
| 1.   | Polonia   | 12 | 5 | 4 | 1 | 12 | 6  | 2,000 | 424 | 374 | 1,134 |
| 2.   | Italia    | 10 | 5 | 3 | 2 | 11 | 8  | 1,375 | 431 | 401 | 1,075 |
| 3.   | Bulgaria  | 8  | 5 | 2 | 3 | 10 | 10 | 1,000 | 429 | 438 | 0,979 |
| 4.   | Serbia    | 5  | 5 | 2 | 3 | 8  | 11 | 0,727 | 408 | 422 | 0,967 |
| 5.   | Rep. Ceca | 5  | 5 | 2 | 3 | 8  | 11 | 0,727 | 411 | 439 | 0,936 |
| 6.   | Austria   | 5  | 5 | 2 | 3 | 8  | 11 | 0,727 | 415 | 444 | 0,935 |

      Qualificata alle semifinali per il primo posto.
      Qualificata alle semifinali per il quinto posto.

### Fase finale

#### Finali 1º e 3º posto
|  | Semifinali | Semifinali | Semifinali |          |    | Finale          | Finale          | Finale          |  |
|  |            |            |            |          |    |                 |                 |                 |  |
|  | 1I         | Russia     | 3          |          |    |                 |                 |                 |  |
|  | 1I         | Russia     | 3          |          |    |                 |                 |                 |  |
|  | 2II        | Italia     | 0          |          |    |                 |                 |                 |  |
|  | 2II        | Italia     | 0          |          | 1I | Russia          | 0               |                 |  |
|  |            |            |            |          | 1I | Russia          | 0               |                 |  |
|  |            |            | 2I         | Slovenia | 3  |                 |                 |                 |  |
|  | 1II        | Polonia    | 2I         | Slovenia | 3  | 0               |                 |                 |  |
|  | 1II        | Polonia    |            |          |    | 0               |                 |                 |  |
|  | 2I         | Slovenia   | 3          |          |    | Finale 3º posto | Finale 3º posto | Finale 3º posto |  |
|  | 2I         | Slovenia   | 3          |          |    |                 |                 |                 |  |
|  |            |            |            |          |    |                 |                 |                 |  |
|  |            |            |            |          |    | 2II             | Italia          | 1               |  |
|  |            |            |            |          |    | 2II             | Italia          | 1               |  |
|  |            |            |            |          |    | 1II             | Polonia         | 3               |  |

##### Semifinali
| 17 luglio 2021 Parku Olimpik Feti Borova, Tirana Durata: 1h:08 - Spettatori: 120  | Russia  | 3 - 0 | Italia   | 25-19, 27-25, 25-17 |
| 17 luglio 2021 Parku Olimpik Feti Boroval, Tirana Durata: 1h:25 - Spettatori: 210 | Polonia | 0 - 3 | Slovenia | 23-25, 24-26, 23-25 |

##### Finale 3º posto
| 18 luglio 2021 Olimpik Park Feti Borova Hal, Tirana Durata: 1h:45 - Spettatori: 125 | Italia | 1 - 3 | Polonia | 25-23, 16-25, 27-29, 16-25 |

##### Finale 1º posto
| 18 luglio 2021 Olimpik Park Feti Borova Hal, Tirana Durata: 1h:18 - Spettatori: 450 | Russia | 0 - 3 | Slovenia | 23-25, 21-25, 23-25 |

#### Finali 5º e 7º posto
|  | Semifinali | Semifinali | Semifinali |          |     | Finale          | Finale          | Finale          |  |
|  |            |            |            |          |     |                 |                 |                 |  |
|  | 3I         | Belgio     | 2          |          |     |                 |                 |                 |  |
|  | 3I         | Belgio     | 2          |          |     |                 |                 |                 |  |
|  | 4II        | Serbia     | 3          |          |     |                 |                 |                 |  |
|  | 4II        | Serbia     | 3          |          | 4II | Serbia          | 1               |                 |  |
|  |            |            |            |          | 4II | Serbia          | 1               |                 |  |
|  |            |            | 3II        | Bulgaria | 3   |                 |                 |                 |  |
|  | 3II        | Bulgaria   | 3II        | Bulgaria | 3   | 3               |                 |                 |  |
|  | 3II        | Bulgaria   |            |          |     | 3               |                 |                 |  |
|  | 4I         | Lettonia   | 1          |          |     | Finale 3º posto | Finale 3º posto | Finale 3º posto |  |
|  | 4I         | Lettonia   | 1          |          |     |                 |                 |                 |  |
|  |            |            |            |          |     |                 |                 |                 |  |
|  |            |            |            |          |     | 3I              | Belgio          | 3               |  |
|  |            |            |            |          |     | 3I              | Belgio          | 3               |  |
|  |            |            |            |          |     | 4I              | Lettonia        | 1               |  |

##### Semifinali
| 17 luglio 2021 Pallati i Sportit Farka Volley, Tirana Durata: 1h:52 - Spettatori: 70 | Belgio   | 2 - 3 | Serbia   | 25-21, 22-25, 25-17, 21-25, 10-15 |
| 17 luglio 2021 Pallati i Sportit Farka Volley, Tirana Durata: 1h:52 - Spettatori: 51 | Bulgaria | 3 - 1 | Lettonia | 26-24, 30-28, 19-25, 25-22        |

##### Finale 7º posto
| 18 luglio 2021 Pallati i Sportit Farka Volley, Tirana Durata: 1h:40 - Spettatori: 43 | Belgio | 3 - 1 | Lettonia | 21-25, 25-15, 25-19, 25-22 |

##### Finale 5º posto
| 18 luglio 2021 Pallati i Sportit Farka Volley, Tirana Durata: 1h:54 - Spettatori: 35 | Serbia | 1 - 3 | Bulgaria | 23-25, 26-28, 25-23, 20-25 |

## Classifica finale
| Pos | Squadra   |
| --- | --------- |
|     | Slovenia  |
|     | Russia    |
|     | Polonia   |
| 4   | Italia    |
| 5   | Bulgaria  |
| 6   | Serbia    |
| 7   | Belgio    |
| 8   | Lettonia  |
| 9   | Rep. Ceca |
| 9   | Turchia   |
| 11  | Austria   |
| 11  | Albania   |

## Premi individuali
| Premio                | Nome                   | Squadra  |
| --------------------- | ---------------------- | -------- |
| MVP                   | Miha Okorn             | Slovenia |
| Miglior palleggiatore | Denis Bystrov          | Russia   |
| Miglior opposto       | Tommaso Barotto        | Italia   |
| Miglior schiacciatore | Luka Marovt            | Slovenia |
| Miglior schiacciatore | Ivan Skvorcov          | Russia   |
| Miglior centrale      | Jakub Nowak            | Polonia  |
| Miglior centrale      | Jurij Oman             | Slovenia |
| Miglior libero        | Maksymilian Granieczny | Polonia  |